# Unicórnio (filme)
Unicórnio é um filme brasileiro do gênero drama de 2018. Inspirado em dois contos de Hilda Hilst, é dirigido por Eduardo Nunes, que também é responsável pelo roteiro. O drama traz Patrícia Pillar e Bárbara Luz como mãe e filha, respectivamente, protagonistas.
O filme é inspirado nos contos Matamoros e O Unicórnio, de Hilda Hilst. Antes de estrear nos cinemas brasileiros, teve sua première na mostra Generation, que é paralela ao Festival de Berlim, na Alemanha.

## Sinopse
Maria (Bárbara Luz) e sua mãe (Patrícia Pillar) vivem isoladas em uma casa de campo esperando a volta do pai de Maria (Zé Carlos Machado), após ele abandoná-las. No entanto, a chegada de um criador de cabras (Lee Taylor) à região irá transformar a vida delas. Elas se entregam aos seus desejos e o futuro dessa família pode se tornar trágico.

## Elenco
- Bárbara Luz como Maria
- Patricia Pillar como Marília
- Zé Carlos Machado como Roberto
- Lee Taylor como Zé das cabras

## Recepção
Unicórnio teve uma boa avaliação entre os críticos de cinema. No site IMDb, o filme conta com uma média de 6.0 de 10 com base em 128 avaliações de usuários.
Luiz Zanin Oricchio, em sua crítica ao O Estado de S.Paulo, avaliou o filme positivamente: "Não haveria diretor mais adequado para fazê-lo. Eduardo Nunes (de "Sudoeste") é um cineasta que aposta mais na construção de climas e sensações do que em linhas narrativas retas e sem ambiguidades. Fez um filme belíssimo, cheio de alusões e elipses. Para cinéfilos de fino trato."
Alysson Oliveira, para o site Cineweb, escreveu: "Unicórnio é um filme de poucos diálogos, cuja narrativa se constrói pelos sentidos, pelas imagens, de um colorido estourado e brilhante, exaltando as cores da natureza."
Daniel Schenker, do jornal O Globo, avaliou: "O desdobramento da relação entre a filha, a mãe e o homem desconhecido soa algo evidente e se sobrepõe, em certa medida, aos instigantes enigmas lançados ao longo da projeção. Pillar e Taylor insinuam bons trabalhos."
Já Marcelo Müller, do Papo de Cinema, criticou o andamento da trama: "Uma obra de difícil fruição, que transcorre lentamente perscrutando texturas e sutilezas, gradativamente levando os personagens a revelarem parte de sua espessura dramática."

## Principais prêmios e indicações
| Ano  | Festival                                   | Categoria                           | Nomeações          | Resultado | Ref    |
| ---- | ------------------------------------------ | ----------------------------------- | ------------------ | --------- | ------ |
| 2018 | Festival Internacional de Cinema de Berlim | Melhor Filme - Mostra Generation    | Eduardo Nunes      | Indicado  | [ 9 ]  |
| 2019 | Prêmio ABC de Cinematografia               | Melhor Fotografia de Longa-metragem | Mauro Pinheiro Jr. | Indicado  | [ 10 ] |
| 2019 | Prêmio ABC de Cinematografia               | Melhor Direção de Arte              | André Weller       | Indicado  | [ 10 ] |
| 2019 | Prêmio ABC de Cinematografia               | Melhor Montagem                     | Flávio Zettel      | Indicado  | [ 10 ] |
| 2019 | Grande Prêmio do Cinema Brasileiro         | Melhor Fotografia                   | Flávio Zettel      | Indicado  |        |
| 2019 | Grande Prêmio do Cinema Brasileiro         | Melhor Direção de Arte              | André Weller       | Indicado  |        |
| 2019 | Prêmio Guarani de Cinema Brasileiro        | Melhor Revelação Feminina           | Bárbara Luz        | Indicado  | [ 11 ] |
| 2019 | Prêmio Guarani de Cinema Brasileiro        | Melhor Figurino                     | Luciana Buarque    | Indicado  | [ 11 ] |
| 2019 | Prêmio Guarani de Cinema Brasileiro        | Melhor Fotografia                   | Mauro Pinheiro Jr. | Indicado  | [ 11 ] |